# Omgekeerde kwadratenwet
Een omgekeerde kwadratenwet, ook kwadratenwet, is in de natuurkunde een wet die aangeeft dat een grootheid omgekeerd evenredig verloopt met het kwadraat van de afstand tot de bron van die grootheid. Dit meetkundige verband komt voor in verschillende gebieden van de natuurkunde, zoals zwaartekracht, elektrostatica, optica, akoestiek en ioniserende straling.

## Puntbron

straling vanuit een puntbron

De omgekeerde kwadratenwet geldt in het bijzonder voor straling uit een puntbron. Tweemaal verder weg geeft een viermaal zwakkere uitstraling per oppervlak. Driemaal verder weg geeft een negenmaal zwakkere uitstraling per oppervlak.
De lijnen in de figuur stellen de flux uit de bron S voor. Het aantal fluxlijnen hangt af van de sterkte van de bron en verandert niet met de afstand tot de bron. Een grotere dichtheid van deze lijnen, het aantal lijnen per oppervlakte-eenheid, betekent een sterker veld. Deze dichtheid is omgekeerd evenredig met het kwadraat van de afstand tot de bron omdat het oppervlak van de denkbeeldige bol om de bron toeneemt met het kwadraat van de afstand. De flux uit de bron verdeelt zich over dit oppervlak. Daarom is de veldsterkte omgekeerd evenredig met de afstand tot de bron.

## Zwaartekracht
Zwaartekracht is de aantrekking tussen lichamen met massa. De wet luidt
De zwaartekracht tussen twee puntmassa's is evenredig met het product van hun massa's en omgekeerd evenredig met het kwadraat van hun afstand. Deze kracht is altijd aantrekkend en werkt langs de verbindingslijn.
Als de massaverdeling bolsymmetrisch is, kunnen de lichamen volgens de bolschilstelling exact als puntmassa's worden beschouwd. Voor andere massaverdelingen moeten alle krachten tussen de samenstellende puntmassa's als vectoren worden opgeteld, waarmee de totale aantrekking niet meer exact omgekeerd evenredig is tot hun geometrische middelpunt. Als de tussenafstand daarentegen veel groter is dan afzonderlijke afmetingen, kunnen de lichamen bij de berekening van de aantrekkingskracht toch in goede benadering als puntmassa's worden opgevat.
Deze wet van de algemene zwaartekracht werd het eerst voorgesteld door Ismaël Bullialdus⁣, maar bewezen door Isaac Newton nadat Robert Hooke het idee naar voren bracht in een brief aan Newton. Hooke beschuldigde Newton later van plagiaat.

## Elektrostatica
De aantrekkende of afstotende kracht tussen twee elektrisch geladen deeltjes is omgekeerd evenredig met het kwadraat van hun tussenafstand. Dit is de Wet van Coulomb. De afwijking van de macht 2 is minder dan een op de 1015. Dit zet een bovengrens voor de rustmassa van het foton.

## Licht en andere elektromagnetische straling
De intensiteit (illuminantie of irradiantie) door licht of andere lineaire golven uit een puntbron (energie per oppervlakte-eenheid haaks op de bron) is omgekeerd evenredig met het kwadraat van de afstand tot de bron. Een voorwerp dat tweemaal zover weg staat ontvangt in dezelfde tijd maar een kwart van de energie.
In het algemeen neemt de irradiantie (de intensiteit of het vermogen per oppervlakte-eenheid in de richting van de golfvoortplanting van een bolgolf) omgekeerd evenredig met het kwadraat van de afstand tot de bron af. Hierbij wordt geen rekening gehouden met verliezen door absorptie of verstrooiing.
De intensiteit van de zonnestraling is 9140 watt per vierkante meter bij de baan van Mercurius (0,387 AU), maar slechts 1370 watt/m² bij de Aarde (1 AU, de zonneconstante) — een verdrievoudiging van de afstand leidt tot een negenvoudige afname van de stralingsintensiteit.
Fotografen en toneelbelichters passen de omgekeerde-kwadratenwet toe om de beste plaats van de lichtbron te bepalen bij de uitlichting.
Ook voor de afname van de elektromagnetische fluentie (Φ) met de afstand van indirecte ioniserende straling uit een puntbron geldt de omgekeerde kwadratenwet.
De wet is belangrijk bij diagnostische radiografie en de planning van radiotherapie als de afmetingen van de bron veel kleiner zijn dan de afstand r.
De omgekeerde-kwadratenwet in de radiografie luidt
{\displaystyle {\frac {I_{1}}{I_{2}}}=\left({\frac {D_{2}}{D_{1}}}\right)^{2}}
met {\displaystyle I} intensiteit en {\displaystyle D} de afstand.

## Akoestiek
De omgekeerde-kwadratenwet wordt toegepast is de akoestiek bij de meting van de geluidsintensiteit op een afstand van de bron.

## Veldentheorie
Voor een vectorveld met rotatie (rot) nul in de driedimensionale ruimte komt de kwadratenwet overeen met de eigenschap dat de divergentie (div) nul is buiten de bron. In het algemeen geldt voor een vectorveld met rotatie nul in een {\displaystyle n}-dimensionale Euclidische ruimte dat een omgekeerde (n − 1)-machtswet equivalent is met de eigenschap van nul divergentie buiten de bron.

## Voorbeelden

### Elektromagnetische straling
Het vermogen {\displaystyle P} van een puntbron, bijvoorbeeld een isotrope (omnidirectionele) antenne wordt op grote afstanden - vergeleken met de afmeting van de bron - uitgesmeerd over steeds grotere boloppervlakken. Omdat de oppervlakte van een bol met straal {\displaystyle r} is {\displaystyle A=4\pi r^{2},} is de intensiteit {\displaystyle I} van de straling op afstand {\displaystyle r}
{\displaystyle I={\frac {P}{A}}={\frac {P}{4\pi r^{2}}}.}
{\displaystyle I\sim {\frac {1}{r^{2}}}}
{\displaystyle {\frac {I_{1}}{I_{2}}}={\frac {r_{2}^{2}}{r_{1}^{2}}}}
{\displaystyle I_{1}=I_{2}r_{2}^{2}{\frac {1}{r_{1}^{2}}}}
De energie of de intensiteit neemt af met een factor 4 als de afstand {\displaystyle r} wordt verdubbeld. Uitgedrukt in dB neemt deze af met 6,02 dB (puntbron). Dit is de reden waarom de intensiteit van elektromagnetische of geluidsstraling voldoet aan de kwadratenwet, althans in drie dimensies (voortplanting in twee dimensies is evenredig met de omgekeerde afstand, terwijl in één dimensie de amplitude van de vlakke golf constant blijft met de afstand tot de bron.

### Akoestiek
In de akoestiek neemt de geluidsdruk van een bolvormig golffront vanuit een puntbron af met 50% als de afstand {\displaystyle r} verdubbelt. Uitgedrukt in dB neemt hij af met 6.02 dB. Dit is geen omgekeerd kwadratisch maar een omgekeerd verband:
{\displaystyle p\sim {\frac {1}{r}}}
{\displaystyle {\frac {p_{1}}{p_{2}}}={\frac {r_{2}}{r_{1}}}}
{\displaystyle p_{1}=p_{2}r_{2}{\frac {1}{r_{1}}}}
Dit geldt ook voor de component van de deeltjessnelheid {\displaystyle v\,} die in fase is met de instantane geluidsdruk {\displaystyle p}.
{\displaystyle v\sim {\frac {1}{r}}}
De omgekeerde-kwadratenwet is wel van toepassing op de geluidsintensiteit.

## Websites
- (en)  Demping van geluidsniveau met de afstand
- (en)  Geluidsdruk p en de omgekeerde afstandswet 1/r
- (en)  Omgekeerde kwadratenwet en stralingsbescherming door Ionactive (Animation)
- (en)  The inverse cube law waarom de kwadratenwet niet geldt voor dipolen - een veelgemaakte fout.